# Ilona Hollós (cântăreață)
Ilona Hollós (n. 2 martie 1920, Oradea, România – d. 1 iunie 1993, Budapesta, Ungaria) a fost o cântăreață maghiară. 